# Рибальченська сільська рада
Риба́льченська сільська́ ра́да — адміністративно-територіальна одиниця та орган місцевого самоврядування в Голопристанському районі Херсонської області. Адміністративний центр — село Рибальче.

## Загальні відомості
- Територія ради: 1,16 км²
- Населення ради: 1 095 осіб (станом на 2001 рік)
- Водоймища на території, підпорядкованій даній раді: Південно-Бузький лиман, Дніпровський лиман

## Населені пункти
Сільській раді підпорядковані населені пункти:
- с. Рибальче
- с-ще Виноградне
- с. Забарине

## Склад ради
Рада складається з 16 депутатів та голови.
- Голова ради: Трофименко Сергій Володимирович
- Секретар ради: Гончарова Ольга Василівна

### Керівний склад попередніх скликань
| Прізвище, ім'я, по батькові     | Основні відомості                                                         | Дата обрання | Дата звільнення |
| ------------------------------- | ------------------------------------------------------------------------- | ------------ | --------------- |
| Сипко Сергій Павлович           | Сільський голова, 1956 року народження, безпартійний                      | 26.03.2006   | 31.10.2010      |
| Трофименко Сергій Володимирович | Сільський голова, 1959 року народження, освіта вища, член Партії регіонів | 31.10.2010   |                 |

Примітка: таблиця складена за даними сайту Верховної Ради України

### Депутати
За результатами місцевих виборів 2010 року депутатами ради стали:

#### За суб'єктами висування
| Суб'єкт висування           | Кількість обраних депутатів | %    |
| --------------------------- | --------------------------- | ---- |
| Партія регіонів             | 9                           | 56,3 |
| Самовисування               | 6                           | 37,5 |
| Комуністична партія України | 1                           | 6,3  |

#### За округами
| № округу                    | Прізвище, ім'я, по батькові        | Дата визнання обраним | Освіта             | Партійна приналежність            | Відомості про обраного депутата                                         |
| --------------------------- | ---------------------------------- | --------------------- | ------------------ | --------------------------------- | ----------------------------------------------------------------------- |
| Комуністична партія України |                                    |                       |                    |                                   |                                                                         |
| 11                          | Софончикова Жанна Михайлівна       | 01.11.2010            | середня            | член Комуністичної партії України | пенсіонер                                                               |
| Партія регіонів             |                                    |                       |                    |                                   |                                                                         |
| 2                           | Гончаров Максим Ігоревич           | 01.11.2010            | середня спеціальна | член Партії регіонів              | фізична особа-підприємець                                               |
| 3                           | Долбушенко Зінаїда Вікторівна      | 01.11.2010            | середня            | член Партії регіонів              | фізична особа-підприємець                                               |
| 4                           | Таращенко Лариса Леонідівна        | 01.11.2010            | вища               | член Партії регіонів              | Рибальченська загальноосвітня школа, вчитель                            |
| 5                           | Бритвін Микола Васильович          | 01.11.2010            | вища               | член Партії регіонів              | Рибколгосп «Победа», голова правління                                   |
| 7                           | Трискиба Дмитро Вікторович         | 01.11.2010            | вища               | член Партії регіонів              | тимчасово не працює                                                     |
| 10                          | Мельникова Оксана Сергіївна        | 01.11.2010            | середня спеціальна | член Партії регіонів              | Рибалчеська сільська рада, спеціаліст                                   |
| 13                          | Кописова Надія Петрівна            | 01.11.2010            | середня            | член Партії регіонів              | Управління праці та соціального захисту населення, соціальний працівник |
| 15                          | Твердохліб Олег Євгенович          | 01.11.2010            | середня спеціальна | член Партії регіонів              | Рибколгосп «Победа», ланковий                                           |
| 16                          | Кузьменко Любов Володимирівна      | 01.11.2010            | вища               | член Партії регіонів              | Рибальченська загальноосвітня школа, вчитель                            |
| Самовисування               |                                    |                       |                    |                                   |                                                                         |
| 1                           | Рой Людмила Миксимівна             | 01.11.2010            | середня спеціальна | позапартійна                      | Рибальченська сільська рада, бухгалтер                                  |
| 6                           | Єрешова Ольга Миколаївна           | 01.11.2010            | середня            | позапартійна                      | тимчасово не працює                                                     |
| 8                           | Вакуленко Галина Миколаївна        | 01.11.2010            | середня спеціальна | позапартійна                      | Поштове відділення, завідувачка                                         |
| 9                           | Самойленко Володимир Володимирович | 01.11.2010            | середня спеціальна | позапартійний                     | тимчасово не працює                                                     |
| 12                          | Гончарова Ольга Василівна          | 01.11.2010            | вища               | позапартійна                      | Рибальчеська сільська рада, секретар                                    |
| 14                          | Булка Геннадій Валерійович         | 01.11.2010            | вища               | позапартійний                     | фізична особа-підприємець                                               |

## Населення
Згідно з переписом УРСР 1989 року чисельність наявного населення сільської ради становила 1174 особи, з яких 610 чоловіків та 564 жінки.
За переписом населення України 2001 року в сільській раді мешкало 1099 осіб.

### Мова
Розподіл населення за рідною мовою за даними перепису 2001 року:
| Мова       | Відсоток |
| ---------- | -------- |
| українська | 90,14 %  |
| російська  | 9,32 %   |
| болгарська | 0,46 %   |